# Амідази
Амідази — група ферментів, що каталізують гідроліз речовин типу амідів, кислот з відщепленням азоту у вигляді аміаку. 
До амідаз належать уреаза, аспарагіназа, глутаміназа, амідна гідролаза жирних кислот, AOC1, AOC2, AOC3, тощо.